# Pszichodráma
A pszichodráma olyan terápiás, majd személyiségfejlesztő-, önismereti- (csoport)módszer, mely a cselekvésen, a cselekvés átélésén, a cselekvés közben érzett érzelmek tudatosításán, a belátáson alapul.
A pszichodráma eredetileg Jacob L. Moreno által a huszadik század első felében kidolgozott akcióelvű, cselekvésközpontú, tüneti- és feltáró jellegű csoport-pszichoterápiás módszer, melyet Mérei Ferenc honosított meg Magyarországon az 1970-es évek elején.
Moreno a módszer kidolgozása során az aktív, cselekvő, spontán önkifejezés felszabadítására törekedett, miközben elsősorban nem az egyént, hanem az egyénekből összetevődött csoportot helyezte a figyelem és a pszichoterápia középpontjába. Moreno elméleti rendszere három nagy ismeretanyagból áll; a szociometria, a csoportpszichoterápia és a szociodráma illetve pszichodráma területeiből.
Ez utóbbi alapgondolata, hogy az emberi spontaneitás és kreativitás a cselekvésbe ágyazódva érvényesül, s a cselekvésbe ágyazott helyzetet képes az egyén tudatosítani.
A pszichodráma módszere kognitív és emocionális szinten tudatosít, testi-fizikai szintű átéléssel, és teszi ezek által lehetővé a verbális és preverbális szintekkel való egyidejű terápiás munkát.
A pszichodráma elmélete „az embert, a személyes külső és belső történéseket azzal a társas közeggel való kölcsönhatásban vizsgálja, melyben élünk, melynek sajátos törvényszerűségei vannak a szociális atomtól kezdve, a szerepelméleteken keresztül, a ”közösségek rejtett hálózatán„ át a morenoi értelemben használt transzcendensig. Ez az elméleti megközelítése ad a kezünkben” folyamatok „kezeléséhez eszközöket, melyekkel nemcsak az egyéni patológiákat tudjuk gyógyítani, de hatékonyabbá tudjuk tenni a társashelyzeteknek a működését, ahol az emberek egymásra hatásának szerepe van.”

## Gyökerei, kialakulásának története
A módszertan elsősorban Jacob L. Moreno nevéhez fűződik, gyökerei a színjátszásba, a rögtönzések színházába és a közösségi alkalmakba, a közösségi ünnepségekbe és szertartásokba nyúlnak vissza.
1932-ben, az Amerikai Pszichiátriai Társaság Philadelphiai kongresszusán főleg erre a módszerre értették az ott elsőként alkalmazott „csoportterápia” és „csoport-pszichoterápia” kifejezéseket. Az 1930-as évek közepén kialakuló főleg verbális technikával dolgozó analitikus csoport is ebbe a kategóriába tartozik, a későbbi egyre inkább akcióelvű és művészeti alapokon álló tánc- és mozgásterápiás formákkal egyetemben.
1936-ban nyitott meg az első olyan klinika, mely önálló pszichodráma színpaddal rendelkezett Beacon Hill-ben (New York állam), és ettől az évtől kezdve indul be a pszichodráma oktatása is.
1937-ben indult el az első szakmai folyóirat, a Sociometry: A Journal of Interpersonal Relations.
1942-ben Jacob L. Moreno megalakította az American Society for Group Psychotherapy and Psychodramat, mely a csoportterapeuták első szakmai szervezete.
A pszichodrámát az 1940-es évektől alkalmazzák a szociometriával és a csoport-pszichoterápiával együtt környezetben és egyre több céllal, így iskolákban, szabadidő központokban, szellemi fogyatékosok rehabilitációjában, a személyiségfejlesztésben, a vezetőképzésben, és a szakemberek képzésében.

## Pszichodráma a terápiás módszertanok között
Magyarországon a pszichodráma elismert pszichoterápias módszertan.
A Pszichoterápiás Tanács által kiadott Pszichoterápiás Protokoll szerint:
Feltáró és tüneti jellegű csoportpszichoterápiás, illetve egyéni terápiában is használható (monodráma) módszer (szakpszichoterápia), amelyben a szakpszichoterapeuta egyidejűleg dolgozik a személyiség verbális és preverbális szintjeivel. A módszer kognitív és emocionális szinten tudatosítja a testi (fizikai) szintű átélést.
A pszichodráma olyan csoportpszichoterápiás módszer, amely az egyénen belüli feszültségeket, konfliktusokat, intrapszichés folyamatokat dramaturgia és specifikus pszichodráma technikák (elsősorban a szerepcsere, tükrözés és duplázás) segítségével, a csoportszobán belül, egy körülhatárolt és kijelölt térben (színpad) megjeleníti, azaz externalizálja. Az akció, az érzelmi átélés és a belátás teszi lehetővé a terápiás változást. Oki, tüneti és rehabilitációs terápiaként egyaránt alkalmazzuk.
A csoport előkészítése a terápiás folyamat része. Minden leendő csoporttaggal első interjút folytatunk, melynek során felállítunk egy elsődleges diagnózist. A pszichoterápiás csoport összeállításánál, az egyéni diagnózis szerinti indikációkon és kontraindikációkon kívül figyelembe kell venni, hogy a csoport résztvevői lehetőleg ne ismerjék egymást, és semmiképpen ne legyenek függő helyzetben egymástól. A csoporttagokkal külön-külön, és ezt követően a csoport egészével szóbeli terápiás szerződést kötünk. A szerződésnek minden esetben tartalmaznia kell
- az egyén és a csoport célját,
- a csoport keretfeltételeit (idői keretek, téri keretek, finanszírozás, csoporttitok, nyitott vagy zárt csoport, részvétel, hiányzás)
- valamint tájékoztatást a módszerről, beleértve a dramatikus megjelenítés szabályait.

A csoportfolyamat ülésekből áll, minden egyes ülésen biztosítani kell a részvevők bejelentkezését (beleértve az előző ülés protagonistájának a visszajelzését) követően
- a ráhangolódási-,
- a munka (játék)-
- és a feldolgozási (integrációs) fázisokat,
- valamint a zárókört.

### A terápiás célkitűzésű pszichodráma csoport szakember igénye
Pszichoterápiás pszichodráma csoportot szakorvosi vagy klinikus szakpszichológusi végzettséggel és pszichoterápiás szakképesítéssel rendelkező pszichodráma pszichoterapeuta vezethet. Javasolt a kettős vezetés. Feltétel, hogy legalább az egyik vezető pszichodráma pszichoterapeuta végzettségű legyen.

## Külső hivatkozások
- Önismereti pszichodráma csoportok, gyermekpszichodráma, serdülő pszichodráma
- Pszichodráma (és más) önismereti csoportok
- Pszichodráma.lap.hu – linkgyűjtemény
- Önismereti módszerek, iskolák